# Приазовське (селище)
Приазо́вське — селище в Україні, адміністративний центр Приазовської територіальної громади Мелітопольського району Запорізької області. Населення — 6295 осіб (2022) осіб.

## Географія

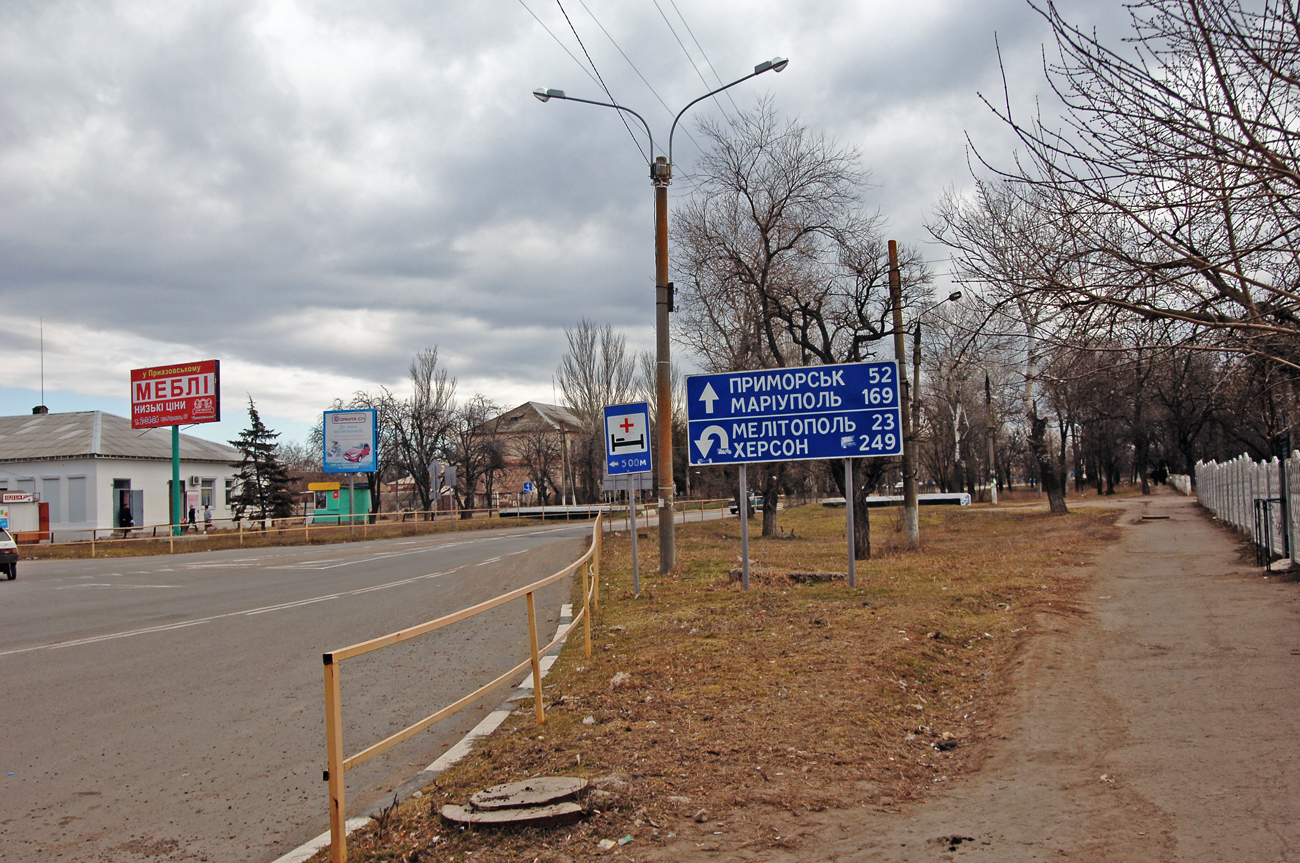
Автошлях в селищі Приазовське

Селище Приазовське розташоване на півдні Запорізької області, за 148 км від обласного центру (автошляхом М18E105) та 25 км на північний захід від районного центру, на автомагістралі міжнародного значення М14E58 (Рені — Одеса — Мелітополь — Новоазовськ). За 20 км на південь від селища розташоване узбережжя Азовського моря.

## Клімат
Клімат селище Приазовського — помірно континентальний з яскраво вираженими посушливими явищами. Сумарна сонячна радіація становить 110 ккал на см² на рік. Розташоване в степовій природній зоні.
Середня кількість опадів становить 300—350 мм на півдні, 350—370 на півночі. Середня річна температура становить від 8 до 10°С, середня температура січня −4°С, а липня +24°С, +25°С.

## Історія
Найзначнішою подією для Приазовського є день утворення селища та будівництво, тоді ще в Покровці Другій, церкви Покрови Пресвятої Богородиці, яку звели  у 1860-х роках XIX століття. Тому День селища відзначається 14 жовтня, в день Покрови Пресвятої Богородиці.
До ІІІ століття н. е. у навколишніх степах кочували скіфи, про що свідчать знайдені в околицях селища скіфські бляхи IV—ІІІ століття до н. е. Пізніше і до середини XIX століття на місці сучасного Приазовського були ногайські аули Ессабей, Аккую і Шуют Джурет. Весною 1860 року, після того, як ногайці переселились до Османської імперії, сюди оселилися 177 державних робітників з села Андріївка Бердянського повіту. На початку селище носило назву аулу Шуют Джурет. Після початку будівництва у 1862 році церкви Покрови Пресвятої Богородиці село набуло назви Покровка Друга, оскільки вже існувала одна Покрова в повіті. Станом на 1866 рік кількість жителів села вже нараховувала 3600 людей. Працювало понад 810 селянських господарств.

Приазовці у 1931 році. Сільгоспартіль «Шлях до соціалізму»

Село швидко зростало. Протягом декількох років віками незаймані степи навколо села були розорані. Покровка Друга незабаром стала одним з великих волосних центрів Бердянського повіту. В селі функціонували цегельний завод, 10 вітряків, поштова станція, 9 крамниць та 7 шинків.
Під час столипінської аграрної реформи понад 100 бідняцьких сімей продали свої наділи. Частина селян виїхали до промислових міст, інші переселилися до Сибіру. Перед початком Першої світової війни Покровка Друга була великим селом, що налічувало 903 подвір'їв, де проживало 7300 осіб. Проте, його головна риса — це те, що село забудовувалось без плану. Криві вулички влітку потопали в пилюці, а весною та восени — потопало в багнюці. Більшість будівель становили хати-мазанки. В центрі села височіла церква Покрови Пресвятої Богородиці. Це був величний восьми купольний храм, який вражав своїми розмірами та красою. На жаль його зображень, або фотографій не збереглось. Навпроти церкви знаходився будинок священика та господарські будівлі. На той час працювала церковнопарафіяльна початкова школа та 4 земські школи, у тому числі одна двокласна.
Під час Громадянської війни в околицях та на території селища велись активні бойові дії, внаслідок чого селище переходило з рук в руки. У січні 1918 року в селищі встановлена радянська влада, але вже весною до селища вступила Перша (окрема) бригада російських добровольців на чолі з генералом Михайлом Дроздовським, яка там не затрималась, а рушила далі на Дон. Після цього селище захопили частини австро-німецьких військ та Гайдамацького кошу. У листопаді в Покровку Другу знову увійшли частини Червоної армії, але вже у січні 1919 року їх витіснив Мелітопольський (Зведено-Гвардійський) загін генерал-майора П. Е. Тілло. У другій половині березня частини 2-ї бригади Першої Задніпровської радянської дивізії вибили з селища частини 4-ї Кримської піхотної дивізії. В червні 1919 року Покровку Другу захопили загони армії генерала Антона Денікіна. 2 січня 1920 року частини 8-ї Червоної козачої дивізії вибили денікінців, але вже у липні Приазов'я захопили війська російської армії барона Петра Врангеля. В другій половині жовтня 1920 року почався наступ військ Південного фронту під командуванням Михайла Фрунзе. 30 жовтня частини 2-ї бригади 5-ї кавдивізії 13-ї армії остаточно закріпились в селі і встановили радянську владу на території Покровки Другої. 30 жовтня 1920 року війська Червоної армії остаточно закріпились в селищі.
На початку 1920-х років у Покровці Другій почали виникати сільськогосподарські артілі. Посуха 1921 року призвела до потужного голодомору. Весною 1923 року селище стало центром новоствореного Другопокровського району, що увійшов до складу Мелітопольського округу Катеринославської губернії.
У 1925 році працюють три школи, гуртки ліквідації неписьменності, амбулаторія, лікарня, дві хати-читальні, бібліотека, районний сільський будинок, 20 крамниць, базар.
У 1930-х роках на території Покровки Другої працюють 6 колгоспів («Прогрес», «Гігант», «Шлях до соціалізму» тощо), МТС (в 1930 року налічувала 26 тракторів та 4 комбайни, а 1939 року — вже 115 тракторів і 54 комбайни), харчокомбінат, маслозавод, побутовий комбінат.
Під час організованого радянською владою Голодомору 1932—1933 років померло щонайменше 199 жителів селища.
31 липня 1935 року Покровку Другу перейменовано в село Приазовське. Назва районного центру відображає географічне розташування району на узбережжі Азовського моря.
З початком німецько-радянської війни 1200 призовників пішли до армії в перші дні війни. З жовтня 1941 року село було тимчасово окуповане німецькими військами. За завданням Мелітопольського партизанського загону підпільну роботу у Приазовському проводила група під керівництвом Мурашова. 20 вересня 1943 року Приазовське було звільнене від німецько-фашистських окупантів. Відступаючи, німці використовували тактику «випаленої землі». По закінченню війни село потрібно було відбудовувати майже заново. Утворені колгоспи «Прогрес», «Гігант», артіль імені Кірова.
У травні 1957 року Приазовське набуло статусу селища міського типу.
12 червня 2020 року, відповідно до розпорядження Кабінету Міністрів України № 713-р «Про визначення адміністративних центрів та затвердження територій територіальних громад Запорізької області», затверджено склад новоутвореної Приазовської селищної громади.
19 липня 2020 року, в результаті адміністративно-територіальної реформи та ліквідації Приазовського району, селище увійшло до складу новоутвореного Мелітопольського району.
26 січня 2024 року в Україні набув чинності Закон № 3285-IX, який передбачає дерадянізацію адміністративно-територіального устрою України, селище міського типу Приазовське набуло статусу селища.

## Населення
| Чисельність населення |                |
| Роки                  | Кількість осіб |
| 1959                  | 5048           |
| 1979                  | 6656           |
| 1989                  | 7443           |
| 2001                  | 7340           |
| 2018                  | 6610           |
| 2022                  | 6295           |

## Мова
| Розподіл населення за рідною мовою (за даними перепису 2001 року) |           |          |
| Мова                                                              | Кількість | Відсоток |
| російська                                                         | 5444      | 74,92 %  |
| українська                                                        | 1719      | 23,66 %  |
| болгарська                                                        | 46        | 0,63 %   |
| вірменська                                                        | 7         | 0,1 %    |
| білоруська                                                        | 5         | 0,07 %   |
| румунська                                                         | 2         | 0,03 %   |
| польська                                                          | 1         | 0,01 %   |
| інші/не вказали                                                   | 42        | 0,58 %   |
| Всього:                                                           | 7266      | 100 %    |

## Економіка
- ТДВ «Приазовський сирзавод».
- ПП «Вікторія».
- ЗАТ «Приазовський райагробуд».
- ТОВ «АГРОС»

## Об'єкти соціальної сфери
- ОЗЗСО «Приазовський ліцей»[7].
- Приазовська школа І—ІІ ступенів.
- Спортивна школа.
- Музична школа[8][9].
- Будинок дитячої та юнацької творчості[10].
- Будинок культури.
- Центральна публічна бібліотека[11].
- Краєзнавчий музей[12][13]. На території музею встановлено пам'ятний знак на честь 20 учнів 7-10 класів середньої школи, які влітку 1941 року пішли на фронт. Знак встановлений на тому місці, де раніше знаходилася середня школа[14][15]
- Стадіон.
- Лікарня.
- Центр первинної медико-санітарної допомоги.
- Парк.

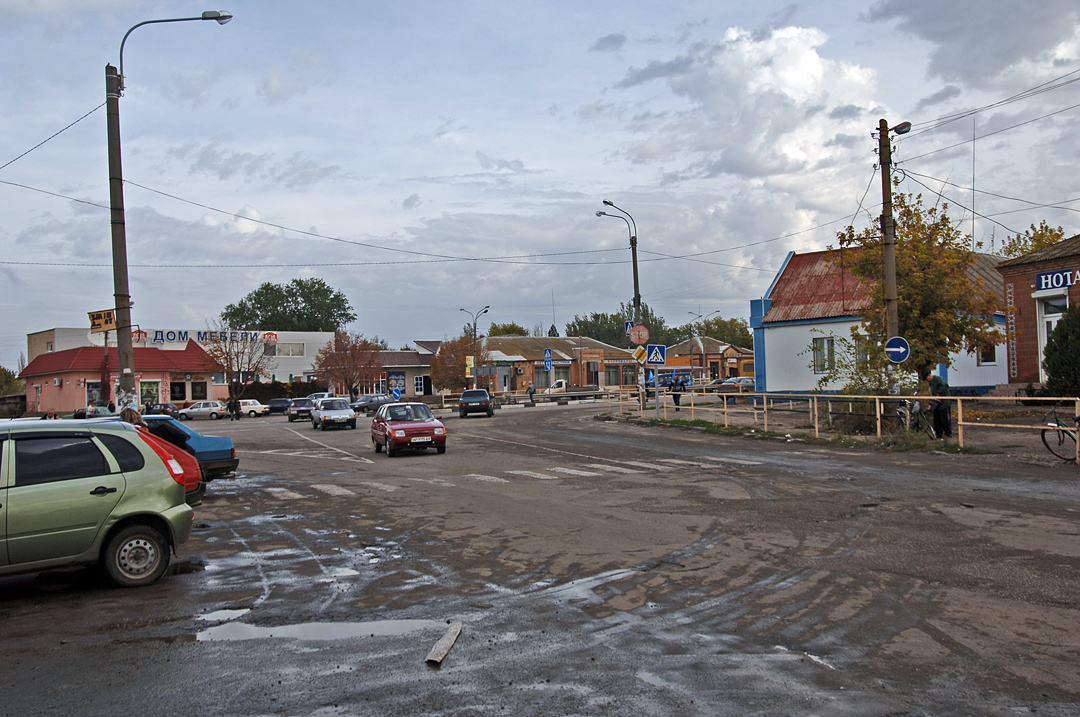
Центр селища
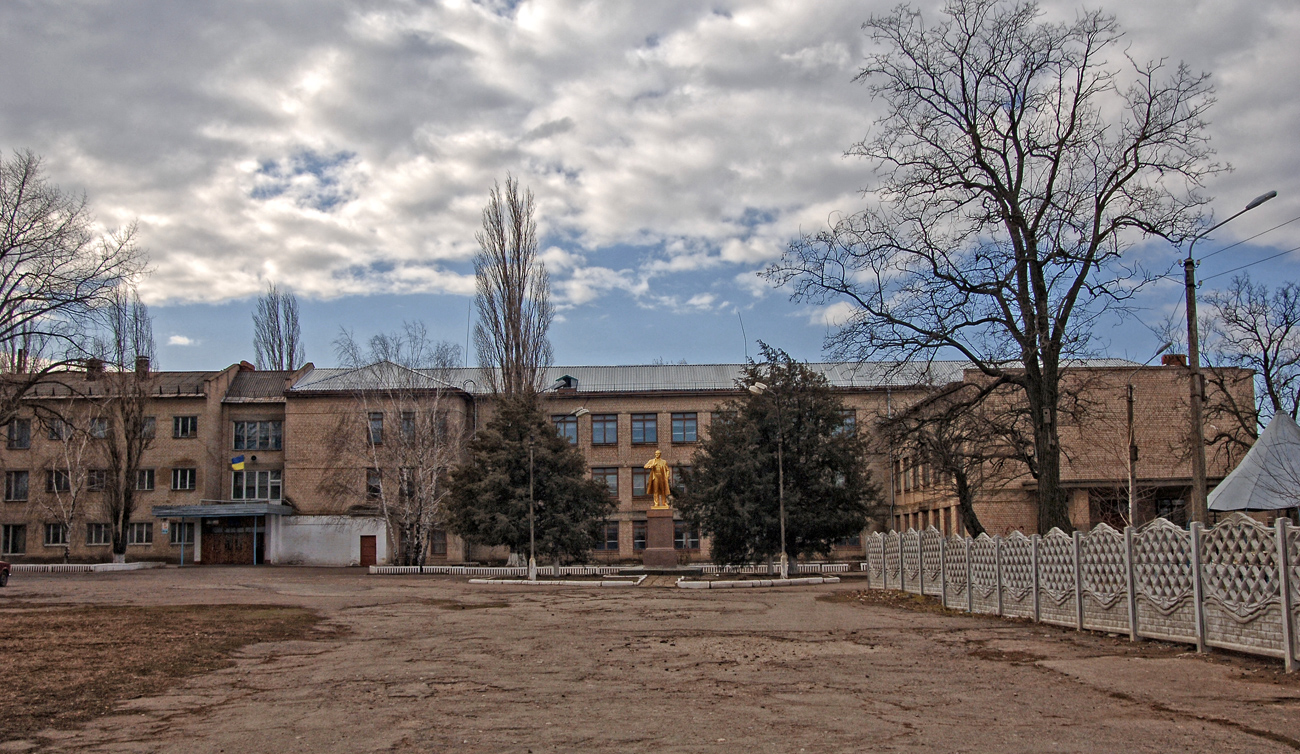
Школа (2011)

## Лісовий заказник
- На північ від селища розташований лісовий заказник місцевого значення «Лісовий масив біля річки Домузла»[16].

## Персоналії

Пам'ятник комсомольцям-добровольцям біля Приазовського краєзнавчого музею

- Антипенко Ф. К. — кочегар на лінкорі «Імператор Павло І», учасник Жовтневого збройного повстання у Петрограді, 25 жовтня 1917 року разом з частиною особового складу корабля штурмував Зимовий палац.
- Коханівський Микола Миколайович (1971—2024) — український громадсько-політичний діяч, військовик, засновник та екс-командир добровольчого Батальйону «ОУН».
- Лайкін Я. К. — кавалер трьох орденів слави, розвідник, брав участь у визволенні Криму, воював у Молдові, Білорусі, Литві, Східній Пруссії.
- Володимир Астахов, Микола Барліт, Леонід Бендюженко, Іван Грідасов, Григорій Карпенко, Іван Коваленко, Леонід Курочкін, Леонід Лобода, Микола Моргун, Микола Пожидаєв, Дмитро Проскурня, Григорій Решетіловський, Василь Скрипка, Микола Слесь, Володимир Тітов, Микола Фурманов, Віктор Шепель, Дмитро Яценко — учні 7-10 класів Приазовської середньої школи, комсомольці-добровольці, які у вересні 1941 року, прямо з уроків пішли добровольцями на фронт. Служили у складі «Комсомольської ударної бригади».
- Четвертаков Віктор Григорович (1958—2014) — солдат Збройних сил України, учасник російсько-української війни.[17]
- Шепель Віктор Максимович — був одним з цих юнаків. Після війни він написав книгу «Сповідь перед синами», в якій розповів про геройський шлях Комсомольської ударної бригади. Був членом Національної Спілки журналістів України. Саме за його ініціативою біля Приазовського краєзнавчого музею у 2008 році було відкрито пам'ятник комсомольцям-добровольцям. На жаль, Віктор Максимович не дожив декілька днів до цієї знаменної події.